# Expedición 16
La Expedición 16 fue la decimosexta estancia de larga duración en la Estación Espacial Internacional (EEI).
Los primeros dos tripulantes, Yuri Malenchenko y Peggy Whitson, despegaron el 10 de octubre de 2007, a bordo de la Soyuz TMA-11, junto con Sheikh Muszaphar Shukor, el primer astronauta malasio.
El ingeniero de vuelo Clayton Anderson (perteneciente a la Expedición 15) no aterrizó con la Soyuz TMA-10 sino que permaneció junto con la Expedición 16 durante unos pocos días. La misión STS-120 despegó 23 de octubre y se acopló dos días después. La STS-120 reemplazó a Anderson con el nuevo ingeniero de vuelo Daniel Tani. La misión STS-122 sufrió muchos retrasos, despegando por fin el 7 de febrero de 2008 para reemplazar al astronauta Tani por Léopold Eyharts. La Expedición 16 fue la primera misión de la EEI en incluir dos tripulantes que habían servido en expediciones anteriores. Whitson consiguió ser la primera comandante femenina de una expedición de la EEI. Y además, la STS-120 también fue dirigida por una mujer astronauta, Pam Melroy, siendo el primer vuelo en que dos mujeres comandantes estuvieron en órbita simultáneamente. El vuelo Soyuz TMA-11 trajo a la Tierra después de 192 días de misión, a los últimos componentes de la Expedición 16.

## Tripulación

### Primera Tripulación (octubre de 2007)
- Peggy Whitson (2) Comandante[2] -  Estados Unidos
- Yuri Malenchenko (4) Ingeniero de vuelo -  Rusia
- Clayton Anderson (1) Ingeniero de vuelo -  Estados Unidos

### Segunda Tripulación (octubre-diciembre de 2007)
- Peggy Whitson (2) Comandante -  Estados Unidos
- Yuri Malenchenko (4) Ingeniero de vuelo -  Rusia
- Daniel Tani (2) Ingeniero de vuelo -  Estados Unidos

### Tercera Tripulación (diciembre de 2007-febrero de 2008)
- Peggy Whitson (2) Comandante -  Estados Unidos
- Yuri Malenchenko (4) Ingeniero de vuelo -  Rusia
- Léopold Eyharts* (2) Ingeniero de vuelo - ESA  Francia

### Cuarta Tripulación (febrero-abril de 2008)
- Peggy Whitson (2) Comandante -  Estados Unidos
- Yuri Malenchenko (4) Ingeniero de vuelo -  Rusia
- Garrett Reisman** (1) - Ingeniero de vuelo -  Estados Unidos

*Su participación en la Expedición 16 es de contingencia en el lanzamiento de la STS-122.
**Su participación en la Expedición 16 es de contingencia en el lanzamiento de la STS-123.
( ) El número ente paréntesis indica el número de vuelos espaciales completados anteriores a esta misión e incluyendo esta.

## Tripulación de reserva
- Michael Fincke Comandante - U.S.A
- Salizhan Sharipov Ingeniero de vuelo - Rusia
- Greg Chamitoff Flight Engineer 2 - U.S.A. (por Anderson)
- Sandra Magnus Ingeniero de vuelo - U.S.A. (por Tani)
- Frank De Winne Ingeniero de vuelo - ESA Belga (por Eyharts)
- Timothy Kopra Ingeniero de vuelo - U.S.A. (por Reisman)

## Detalles de la misión
La Expedición 16 es la primera misión de la EEI en incluir dos tripulantes que han servido en expediciones previas. Whitson es la primera mujer comandante de una expedición de la EEI, y con la comandante Pamela Melroy de la STS-120 será la primera vez que dos mujeres son comandantes en órbita simultáneamente.
- Acoplada: 12 de octubre de 2007 14:50 UTC
- Desacople:
- Duración del acoplamiento:

## Fuente
- NASA Announces Three International Space Station Crews (en inglés)
- Expedition 16 (en inglés)

- Datos: Q17203
- Multimedia: ISS Expedition 16 / Q17203